# Aéroport de Kissidougou
L'aéroport de Kissidougou (code IATA : KSI • code OACI : GUKU) est un aéroport desservant Kissidougou, une ville de la région de Faranah en Guinée . L'aéroport est à 3 kilomètres ( Unité «  » inconnue du modèle {{Conversion}}.) sud-ouest de la ville.
La balise non directionnelle Kissidougou (Ident: KU ) est située sur le terrain.

## Situation

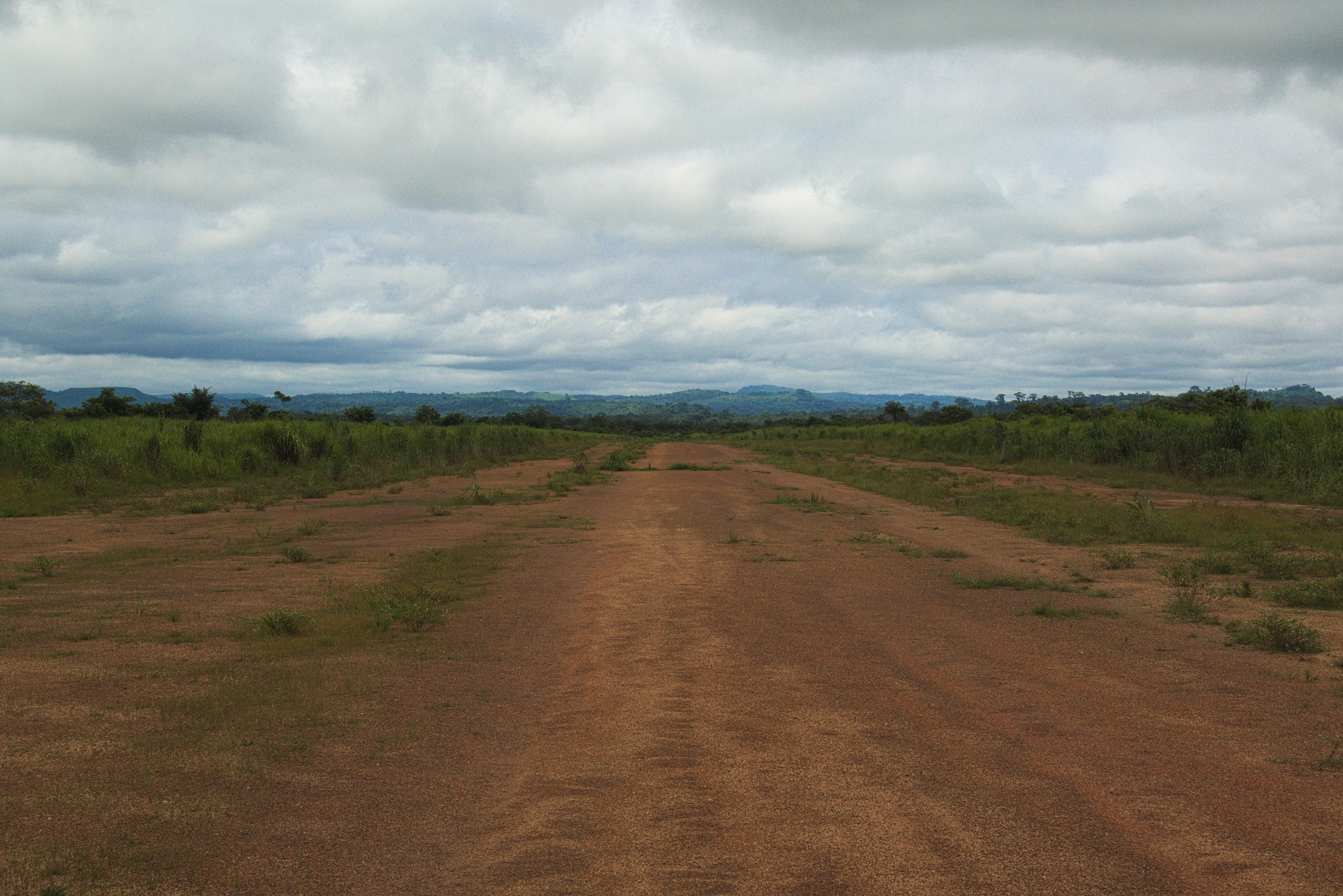
Piste de l'aéroport de Kissidougou

| \| 50 km1:11 257 000 \| Conakry Kamsar Boké Fria Labé Faranah Kankan Siguiri Kissidougou Macenta Kérouané - Gbenko N'Zérékoré |
| 50 km1:11 257 000 |

## Accidents et incidents
- Le 16 janvier 1984, le Douglas C-47 9Q-CYD de Transport Aérien Zairois a quitté la piste à la suite d'une panne moteur au décollage. De l'herbe sèche a été incendiée lorsqu'elle est entrée en contact avec le moteur chaud et l'avion a ensuite été détruit par le feu. Les dix-sept personnes à bord ont échappé indemnes. L'avion effectuait un vol passager non régulier à l'appui du Rallye Paris-Dakar[2].

## Voir également
- Transport en Guinée
- Liste des aéroports de Guinée

## Les références
- (en) Cet article est partiellement ou en totalité issu de l’article de Wikipédia en anglais intitulé « Kissidougou Airport » (voir la liste des auteurs).

1. ↑  « Kissidougou NDB (KU) @ OurAirports », ourairports.com (consulté le 20 août 2018)
2. ↑  « 9Q-CYD Accident description », Aviation Safety Network (consulté le 27 juillet 2010)